# Linn (Texas)
Pour les articles homonymes, voir Linn.
Linn est une census-designated place située dans le comté de Hidalgo, dans l’État du Texas, aux États-Unis. Sa population s’élevait à 801 habitants lors du recensement de 2010.